# 포시즌스 호텔
포시즌스 호텔(영어: Four Seasons Hotels and Resorts)은 세계 각국에 전개하고 있는 국제적인 호텔 체인이며, 빌 게이츠와 알왈리드 빈 탈랄가 각각 이끄는 투자회사들인 캐스케이드 인베스트먼트(Cascade Investment)와 킹덤 홀딩 컴퍼니(Kingdom Holding Company)가 대주주를 이루고 있다.